# Veliki Prolog
Veliki Prolog falu Horvátországban, Split-Dalmácia megyében. Közigazgatásilag Vrgorachoz tartozik.

## Fekvése
Makarskától légvonalban 35, közúton 44 km-re délkeletre, községközpontjától 6 km-re délkeletre Közép-Dalmáciában, az A1-es autópálya mentén, az országhatár és a megyehatár mellett fekszik.

## Története
Veliki Prolog területe a régészeti leletek tanúsága szerint már az ókorban is lakott volt. A térség első ismert népe az illírek egyik törzse a dalmátok voltak, akik a magaslatokon épített, jól védhető erődített településeikben laktak. Az ő emlékük a plébániatemplom feletti magaslaton található ókori várrom. A rómaiak hosszú ideig tartó harcok után csak az 1. században hódították meg ezt a vidéket. Az illírek elleni 9-ben aratott végső győzelem után békésebb idők következtek, de a római kultúra csak érintőleges hatással volt erre a térségre. A horvát törzsek a 7. század végén és a 8. század elején telepedtek le itt, ezután területe a neretvánok kenézségének Paganiának a részét képezte. A település a középkorban is lakott volt, amint azt a plébániatemplom mellett fennmaradt középkori temető sírkövei is bizonyítják. A török a 15. század második felében szállta meg ezt a vidéket, mely 1690 körül szabadult fel végleg a több mint kétszáz éves uralma alól. A török uralom idején a hívek lelki szolgálatát a zaostrogi ferences atyák látták el.  A török uralom után a település a Velencei Köztársaság része lett. A kandiai háború idején a térség falvai elpusztultak. A település török uralom végével a 17. század végén 1690 körül a környező településekkel együtt népesült be. A betelepülők ferences szerzetesek vezetésével főként a szomszédos Hercegovinából érkeztek. A lakosság főként földműveléssel és állattartással foglalkozott, de a határhoz közeli fekvésénél fogva eleinte még gyakran kellett részt vennie a velencei-török összecsapásokban. Lakossága kezdetben a vrgoraci plébániához tartozott. 1734-ben Stjepan Blašković püspök megalapította az önálló dusinai plébániát, melyhez Veliki Prologot is hozzá csatolták. A velencei uralomnak 1797-ben vége szakadt és osztrák csapatok vonultak be Dalmáciába. 1806-ban az osztrákokat legyőző franciák uralma alá került, de Napóleon lipcsei veresége után 1813-ban újra az osztrákoké lett. 1897-ben az újonnan épített Nagyboldogasszony templom lett az plébániatemplom a dusinai helyett. A plébániaház azonban továbbra is Dusinán maradt. (1976-tól a plébániát hivatalosan dusina-veliki prologi plébániának nevezik.) 1880-ban 96, 1910-ben 197 lakosa volt. 1918-ban az új Szerb-Horvát-Szlovén Állam, majd később Jugoszlávia része lett. A település a háború után a szocialista Jugoszláviához került. 1991 óta a független Horvátországhoz tartozik. 2011-ben 499 lakosa volt. 2012-ben a nagy hóvihar által leginkább érintett települések közé tartozott.

## Lakosság
| Lakosság változása | Lakosság változása | Lakosság változása | Lakosság változása | Lakosság változása | Lakosság változása | Lakosság változása | Lakosság változása | Lakosság változása | Lakosság változása | Lakosság változása | Lakosság változása | Lakosság változása | Lakosság változása | Lakosság változása | Lakosság változása |
| ------------------ | ------------------ | ------------------ | ------------------ | ------------------ | ------------------ | ------------------ | ------------------ | ------------------ | ------------------ | ------------------ | ------------------ | ------------------ | ------------------ | ------------------ | ------------------ |
| 1857               | 1869               | 1880               | 1890               | 1900               | 1910               | 1921               | 1931               | 1948               | 1953               | 1961               | 1971               | 1981               | 1991               | 2001               | 2011               |
| 0                  | 0                  | 96                 | 116                | 133                | 197                | 0                  | 33                 | 492                | 610                | 628                | 562                | 558                | 514                | 471                | 499                |

(1857-ben, 1869-ben, 1921-ben és részben 1931-ben lakosságát Dusinához számították.)

## Nevezetességei
- A Nagyboldogasszony tiszteletére szentelt plébániatemploma[4] 1896-ban épült faragott kövekből. A település régi templomát, melyet 1680-ban építettek 1808-ban a napóleoni út építésekor lebontották. Ebből a templomból csak az apszis maradt meg, melyet a két világháború között halottasházzá alakítottak át. 1897-ben plébániatemplom rangjára emelték. A carrarai fehér márvány oltár 1907-ben Pavle Bilinić spliti műhelyében készült. A harangtorony Vjekoslav Pavlinović szolgálata idejében az 1970-es években épült. Az épület 20 méter hosszú és 8 méter széles. A templom melletti régi temetőben középkori sírkövek is láthatók.
- A plébániatemplom feletti magaslaton ókori várrom található.

## Gazdaság
A lakosság megélhetésének alapját a mezőgazdaság adja. Legfontosabb terményei a paradicsom, az eper és a szőlő.

## Kultúra
A település ünnepe Nagyboldogasszony napja, amikor az ünnepi istentisztelet után vásárt, kulturális estet, koncerteket rendeznek. Ugyancsak nevezetes hitéleti esemény a nagypénteki körmenet.

## Oktatás
A településen a vrgoraci alapiskola kihelyezett tagozata működik.